# Robert Kröner
Robert Kröner (* 10. Oktober 1869 in Stuttgart; † 6. Januar 1945 in Kirchheim unter Teck) war ein deutscher Verleger.

## Leben
Seine Eltern waren der Verleger Adolf von Kröner (1836–1911) und dessen Ehefrau Amalie Mäntler (1838–1905). Sein Bruder Alfred (1861–1922) war ebenfalls Verleger.
Kröner besuchte zunächst die Hauptkadettenanstalt Lichterfelde und leistete dann seinen Militärdienst bei der Artillerie ab. Er verließ das Militär und machte eine Lehre als Buchhändler bei Koehler und Volckmar in Leipzig. Anschließend machte er noch ein Volontariat in der Papierfabrik Sutter in Schopfheim sowie bei der International News Company in New York. 1897 war er wieder in Deutschland und trat in die J. G. Cotta'sche Buchhandlung Nachfolger seines Vaters ein. Er wurde 1899 Geschäftsführer und 1907 Teilhaber. Als sein Vater 1911 starb, übernahm er die Spitze des Verlages. Mit Beginn des Ersten Weltkrieges wurde er 1914 eingezogen, verblieb aber wegen Schwerhörigkeit in der Heimat. Daher konnte er auch den Verlag weiter führen, wo ihn sonst sein Prokurist Ludwig Neff vertrat.
Nach dem Krieg hatte der Verlag wegen der Inflation große Verluste. Trotzdem hatte der Verlag große Erfolge mit: „Gedanken und Erinnerungen“ (3. Band, 1921), 1922 folgten die „Erinnerungen“ des Kronprinzen Wilhelm, 1925 „Ich suche die Wahrheit“ dessen Stellungnahme zur Kriegsschuldfrage. Die dabei erzielten Gewinnen wurden aber von der Inflation getilgt. Auch die Umstellung im Verlagsprogramm war langsam, 1924 war noch ein großer Anteil von Vorkriegsliteratur im Programm, 1928 kaum noch einer. Eine ganze Reihe von Mitarbeitern versuchte sich anzupassen, dabei Karl Rosner (1873–1951), Leiter der Berliner Filiale.
Bereits 1918 wurden die Restbestände der „Bibliothek der Weltliteratur“ verkauft, dadurch entfiel eine gute Einnahmequelle. Im Klassikerbereich konnte man erst mit Kläre Buchmann (1908–1945), 1937 bis 1945 Cheflektorin des Verlags, wieder Fuß fassen.
Kröner wandelte den Verlag 1939 in eine Offene Handelsgesellschaft, sein Sohn Adolf Robert wurde persönlich haftender Gesellschafter. Mit dem Beginn des Zweiten Weltkrieges lagerte man aus, so war der Schaden im Oktober 1943 nicht irreparabel, als das Gebäude in Stuttgart ausgebombt wurde.

## Familie
Kröner heiratete 1911 in Stuttgart Paula Probst (1884–1961), eine Tochter des Oberforstmeister Albert Probst (1844–1905). Das Paar hatte einen Sohn:
- Adolf Robert (* 1912)

Robert Kröner ließ sich 1925/26 vom Architekturbüro Schlösser und Weirether ein Haus in der Adolf-Kröner-Straße 24 in Stuttgart errichten.